# Elma (Nueva York)
Elma es un pueblo ubicado en el condado de Erie, en el estado estadounidense de Nueva York. En el censo del año 2010 tenía una población de 11.317 habitantes. Tiene una población estimada, a mediados de 2019, de 11.775 habitantes.

## Geografía
Elma se encuentra ubicado en las coordenadas 42°49′17″N 78°38′13″O / 42.82139, -78.63694.

## Demografía
Según la Oficina del Censo en 2000 los ingresos medios por hogar en la localidad eran de $56,334, y los ingresos medios por familia eran $63,922. Los hombres tenían unos ingresos medios de $42,679 frente a los $28,826 para las mujeres. La renta per cápita para la localidad era de $25,960. Alrededor del 3.4% de la población estaban por debajo del umbral de pobreza.